# Naturen
Naturen (в переводе с норв. — «Природа») — старейшее норвежское научное периодическое издание, журнал.
Naturen основан в 1877 году и издается при поддержке Бергенского университета. Журнал придерживается научно-популярного подхода к естественным наукам, в том числе биологии, метеорологии, океанографии, молекулярной биологии, археологии, антропологии, технологии, физике, философии науки, математики, геологии, химии и медицине.
Публикуя надежную, актуальную и полезную для широкого круга читателей информацию о проводящихся национальных и международных исследованиях, редакторский коллектив и авторы журнала стремятся, чтобы Naturen стал связующим звеном между учёными и общественностью.
В журнале публиковал проекты своих экспедиций и доклады известный полярный исследователь Фритьоф Нансен.
Среди бывших главных редакторов — известные норвежские учёные и исследователи, такие как видный ботаник Йенс Холмбой (1906—1925), химик и пионер биохимии в Норвегии Турбьёрн Гаардер (1925—1946), ботаник и палеоэколог Кнут Фегри (1947—1977).